# 個体識別番号
個体識別番号（こたいしきべつばんごう）は、日本の狂牛病問題対策における牛に一意で割り振られる番号のこと。個体番号と略される事もある。

## 概要
この番号を用いる牛の個体識別システムは、1頭の牛を生涯唯一の番号で識別・管理し牛の異動履歴を把握しようとするもので、2001年（平成13年）9月、牛海綿状脳症（BSE）が日本で初めて確認されたことを発端に、BSE緊急対策として全国のすべての牛に対して固有番号を付した識別耳標の装着を行って、各個体の生産・異動情報を管理する。
2003年（平成15年）12月、牛の個体識別のための情報の管理及び伝達に関する特別措置法（平成15年法律第72号）の施行により、個体識別制度として牛の管理者等の義務づけが強化され、また、2004年（平成16年）12月からは牛肉の流通過程においても個体識別番号の伝達、記録等の仕組みが構築されている。
畜主は、牛の出生と同時に耳に個体識別番号が書かれたタグを装着し、装着した番号を個体識別センター（家畜改良センター）に報告する義務がある。
なおこの番号は、牛が食肉（牛肉）として流通する段階まで明記されており、例えばスーパーマーケットで販売されている精肉のパッケージにまで記載されている。またこの番号は誰でもインターネットを通じて参照する事が出来る。